# Al Ansar Football Club (Médine)
Maillots
Le Al Ansar Football Club (en arabe : نادي الأنصار), plus couramment abrégé en Al Ansar, est un club saoudien de football fondé en 1955 et basé dans la ville de Médine.
Le club est omnisports mais sa principale activité est le football, le club évoluant en D1 saoudienne.

## Palmarès
| Compétitions nationales |
| --- |
| - Championnat d'Arabie saoudite D2 (2) : - Champion : 1985-86, 1999-00 - Vice-champion : 1995-96, 1997-98, 2003-04 et 2010-11. |

## Personnalités du club

### Présidents du club
- Mohamed El Din Bahaa Niazi
- Abdulrahman Al Jahani

### Entraîneurs du club
- Samir Jouili

### Anciens joueurs
- Redha Tukar Fallatah
- Malek Maath